# João Lagarto
João Manuel Furtado Rita Lagarto (* 5. Oktober 1954 in Lissabon, Stadtgemeinde Socorro) ist ein portugiesischer Schauspieler. Er gehört zu den meistbeschäftigten Film- und Fernsehschauspielern seines Landes, spielt aber weiterhin auch noch Theater.

## Leben
Lagarto begann 1972 ein Theaterstudium am Nationalkonservatorium (heute ESTC), brach dies aber nach der Nelkenrevolution 1974 ab. Noch im gleichen Jahr debütierte er als Schauspieler im Revuetheater, im Stück Uma No Cravo Outra Na Ditadura am Teatro ABC im Parque Mayer. 1975 gehörte er zum Gründungsensemble des Centro Cultural de Évora in Évora, wo er in der Inszenierung von Richard Démarcy und Teresa Mota das Stück A Noite do 28 de Setembro von Démarcy selbst spielt, gefolgt von zwei Stücken von Brecht (Lux in Tenebris, Regie Luís Varela, und O Sr. Puntilla e o seu Criado Matti, Regie Mário Barradas). 1977 kehrte er nach Lissabon zurück, wo er in Franz Xaver Kroetz’ Maria Magdalena am Teatro Bonecreiso (Regie Mário Jacques) spielt. 1978 triumphiert er am Teatro da Trindade in Augusto Boals Inszenierung des Stückes Zumbi (von Augusto Boal, Gianfrancesco Guarnieri und Edu Lobo).
Das Jahr 1978 markierte auch Lagartos Eintritt in das portugiesische Kino, mit einer ersten Rolle in António Campos sozialkritischem Drama Histórias Selvagens.
Es folgten danach zahlreiche Filmrollen, aber auch immer häufiger Fernsehauftritte, neben Fernsehfilmen auch in ernsten sowie komischen Serien, etwa die komödiantische Kriminalserie Duarte & C.a (1988), und immer wieder auch in französischen Serien und Fernsehfilmen. Meist spielte er sowohl im Kino als auch im Fernsehen dabei größere oder auch kleine Nebenrollen, Hauptrollen kommen aber auch immer wieder vor. Für seine Rolle als betrogener Ehemann und unzulänglicher Vater in der romantischen Dramakomödie 4 Copas (2008, Regie Manuel Mozos) etwa wurde er 2010 bei den Prémio Autores-Preisen der SPA als bester Schauspieler ausgezeichnet und war für einen Globo de Ouro in der gleichen Kategorie nominiert.
Theater spielte er seit 1990 nicht mehr in festen Ensembles, dafür wurden seine Fernsehrollen in Telenovelas, Sitcoms und anderen Fernsehserien immer häufiger. Er spielt aber weiterhin Theater, wenn auch weniger regelmäßig und an wechselnden Häusern, darunter häufig das Teatro Aberto, aber auch mehrfach das Teatro São Luiz und das Teatro Nacional D. Maria II, u. a. So wurde er bei den Globos de Ouro und vom Verband der Theaterkritiker (Associação Portuguesa dos Críticos de Teatro, APCT) als bester Theaterschauspieler für seine eigene Beckett-Inszenierung des kaum bekannten Stücks Beginning to End am Teatro Nacional D. Maria II 2006 ausgezeichnet.
In seinen Film- und Fernsehrollen überzeugt er anhaltend mit verlässlich beeindruckendem Spiel, selbst in kleinsten Nebenrollen. So hatte er in Luís Filipe Rochas Feuerzeichen (Sinais de Fogo) nur eine einzige Zeile als Casino-Leiter in Figueira da Foz, spielte mal skrupellose Kriminelle oder rücksichtslose Polizisten, mal einen besorgten und mal einen korrumpierten Pfarrer, mal einen zerbrechlichen Vater oder auch einen Engel. Er spielte in der populären Jugendserie Morangos com Açúcar, der Krimiserie Maigret, der Literaturverfilmung Nachtzug nach Lissabon oder auch der Abenteuerkomödie D’Artagnans Tochter.
In internationalen Produktionen tritt er regelmäßig auf, meist in kleineren Nebenrollen. So spielte er in Pierre Kasts letztem Werk, der Fernsehfilm L’herbe rouge, und trat in zahlreichen weiteren, häufig französischen Kino- und Fernsehfilmen auf, aber auch im deutschsprachigen Raum, etwa in der Serie Ein unvergessliches Wochenende (1995) oder in Maria Schraders Literaturverfilmung Vor der Morgenröte (2016).
Mit über 200 Film- und Fernsehrollen und zahllosen Theaterauftritten gehört er zu den meistbeschäftigten Schauspielern im Land. Bei den CinEuphoria-Filmpreisen wurde er 2023 mit einem Ehrenpreis für seine bisherige Karriere ausgezeichnet.

## Filmografie (Auswahl)
- 1978: Histórias Selvagens; R: António Campos
- 1982: A Vida É Bela.?!; R: Luís Galvão Teles
- 1983: Um S Marginal; R: José de Sá Caetano
- 1983: Arco Íris (Fernsehserie)
- 1984: Azul, Azul; R: José de Sá Caetano
- 1984: Le mystérieux docteur Cornélius (Fernsehserie, 1 Folge)
- 1985: L'herbe rouge (Fernsehfilm); R: Pierre Kast
- 1987: O Bobo; R: José Álvaro Morais
- 1988: Mensagem; R: Luís Vidal Lopes
- 1988: Duarte & C.a (Fernsehserie, 5 Folgen)
- 1989: Jaz Morto e Arrefece (Fernsehfilm); R: Luís Filipe Costa
- 1990: L'homme au double visage (Fernsehfilm); R: Claude Guillemot
- 1992: Die Luft – Mein Geburtstag (No Dias dos Meus Anos); R: João Botelho
- 1992: Feu Adrien Muset; R: Jacques Besnard
- 1993: O Fim do Mundo; R: João Mário Grilo
- 1993: Meutre avec préméditation: Récidive (Fernsehfilm); R: Franck Apprederis
- 1993: Havanera 1820; R: Antoni Verdaguer
- 1993: A Banqueira do Povo (Telenovela, 130 Folgen)
- 1993: One Foot in the Grave (Fernsehserie, 1 Folge)
- 1993: La Chunga (Fernsehfilm); R: Herlander Peyroteo
- 1994: Wut im Herzen (La rage au coeur) (Fernsehfilm); R: Robin Davis
- 1994: D’Artagnans Tochter (La Fille de d’Artagnan); R: Bertrand Tavernier
- 1995: Ein unvergessliches Wochenende (Fernsehserie, 1 Folge)
- 1995: Feuerzeichen (Sinais de Fogo); R: Luís Filipe Rocha
- 1995: La règle du silence (Fernsehfilm); R: Marc Rivière, Marie Rivière
- 1995: Fremdes Land (Terra Estrangeira); R: Walter Salles, Daniela Thomas
- 1996: Mortinho por Chegar a Casa; R: Carlos da Silva, George Sluizer
- 1997: Geiseln der Verdammnis (Fernsehfilm); R: Thomas Michael Donnelly
- 1997: Maigret (Fernsehserie, 1 Folge)
- 1997: Tentação; R: Joaquim Leitão
- 1998: Sapatos Pretos; R: João Canijo
- 1998: Terra Mãe (Telenovela, 146 Folgen)
- 1998–1999: Os Lobos (Telenovela, 200 Folgen)
- 2000: Nelken für die Freiheit (Capitães de Abril); R: Maria de Medeiros
- 2000: Bernadette von Lourdes; R: Lodovico Gasparini
- 2001: Chihiros Reise ins Zauberland (Synchronstimme); R: Hayao Miyazaki
- 2004: Tudo Isto É Fado; R: Luís Galvão Teles
- 2004: Es war einmal in Afrika (A Costa dos Murmúrios); R: Margarida Cardoso
- 2004: Kiss Me; R: António da Cunha Telles
- 2005: Um Tiro no Escuro; R: Leonel Vieira
- 2005: O Crime do Padre Amaro; R: Carlos Coelho da Silva
- 2007: Corrupção; R: João Botelho (nicht gezeichnet)
- 2008: 4 Copas; R: Manuel Mozos
- 2009: O Último Condenado à Morte; R: Francisco Manso
- 2010: Cidade Despida (Fernsehserie)
- 2010–2011: Morangos com Açúcar (Fernsehserie, 303 Folgen)
- 2012: O Grande Kilapy; R: Zézé Gamboa
- 2012: Imagine; R: Andrzej Jakimowski
- 2012–2014: Doida por Ti (Telenovela, 272 Folgen)
- 2013: Nachtzug nach Lissabon; R: Bille August
- 2013: Bairro; R: (Regisseur-Team)
- 2014: Benoît Brisefer: Les taxis rouges; R: Manuel Pradal
- 2016: Vor der Morgenröte; R: Maria Schrader
- 2018: Pedro e Inês; R: António Ferreira
- 2018: Yucatán; R: Daniel Monzón
- 2019: O Nosso Cônsul em Havana; R: Francisco Manso (auch Miniserie)
- 2020: Zacarias’ Weg (Mosquito); R: João Nuno Pinto (auch Miniserie)
- 2021: Pedro (A Viagem de Pedro); R: Laís Bodanzky
- 2022: A Fada do Lar; R: João Maia
- 2023: O Vento Assobiando nas Gruas; R: Jeanne Waltz